# Nuno Barreto
Pour les articles homonymes, voir Barreto.
Nuno Barreto, né le 29 avril 1972 à Lisbonne, est un marin portugais.

## Carrière
Il remporte une médaille de bronze  dans la Classe 470 aux Jeux olympiques d'été de 1996 à Atlanta, en collaboration avec Hugo Rocha.